# حبيل الدار (السبرة)

تعديل مصدري - تعديل

حبيل الدار هي إحدى قرى عزلة بلادالشعيبي العليا بمديرية السبرة التابعة لمحافظة إب، بلغ تعداد سكانها 363 نسمة حسب تعداد اليمن لعام 2004.